# Petersfield (Trinidad y Tobago)
Petersfield es una localidad de Trinidad y Tobago, que forma parte del borough de Chaguanas.

## Geografía
La localidad abarca parte de la isla Trinidad y limita al norte con Felicity, al sur con Butler Village y Carapichaima (ambas de la región de Couva-Tabaquite-Talparo), al este con St. Thomas Village y al oeste con Felicity.

## Demografía
Datos demográficos de la localidad de Petersfield:
| Gráfica de evolución demográfica de Petersfield entre 2000 y 2011 |
|                                                                   |